# Šišići (Kotor, Crna Gora)
Šišići su naselje u Boki kotorskoj, u mikroregiji Gornji Grbalj. 	

## Manastiri i crkve
- Crkva Svetog Đorđa - zadužbina bratstva Šovran[1]
- Crkva Svetog Mine[2]

## Stanovništvo

### Nacionalni sastav po popisu 2003.
- Srbi - 67
- Crnogorci - 16
- Neopredijeljeni - 11

## Poznate osobe iz Šišića
- Marko Kordić - publicist, kapetan

## Uprava
Administracijski, naselje je dio Mjesne zajednice Gornji Grbalj,  općina Kotor. Aktualni predsjednik Mjesne zajednice je gospodin Branko Kovačević.